# Domen Prevc
Domen Prevc, né le 4 juin 1999, est un sauteur à ski slovène. Il gagne quatre concours de Coupe du monde en 2016-2017, alors pas encore âgé de 18 ans.
Il est aussi actuel détenteur du record du monde de vol à ski.

## Biographie
Les Prevc sont une fratrie sont de sauteurs à ski. Son père Dare Prevc est un juge international.
Son frère ainé Peter est multiple médaillé olympique, ancien recordman du monde et auteur de la saison de coupe du monde la plus dominante (2015-2016). Son second frère Cene est lui aussi médaillé olympique, alors que sa petite sœur Nika est double championne du monde et double vainqueure de la coupe du monde.

## Carrière
Domen Prevc participe à des compétitions FIS à partir de 2013. Il est deuxième en individuel et premier par équipes du festival olympique de la jeunesse européenne en 2015. En octobre 2015, il gagne un concours de Coupe continentale à Klingenthal avant de connaitre ses débuts en Coupe du monde dans la même localité un mois plus tard. Il monte à l'occasion de l'épreuve par équipes sur son premier podium avec une deuxième place puis marque ses premiers points avec une huitième place en individuel. Le 19 décembre 2015, il décroche la deuxième place du concours d'Engelberg derrière son frère Peter, montant à 16 ans sur son premier podium individuel.
Le 30 janvier 2016, il termine deuxième, encore une fois derrière son frère Peter Prevc. Il obtient ensuite la médaille d'argent au championnat du monde junior derrière David Siegel.
En novembre 2016, il devance cette fois-ci son frère Peter pour remporter le premier concours de la saison de Coupe du monde à Ruka. Son mois de décembre est fructueux, puisqu'il gagne trois concours à Klingenthal, Lillehammer et Engelberg. Cet hiver, il reçoit sa première sélection en championnat du monde à Lahti, où il ne passe pas en manche finale (34e).
Aux Championnats du monde de vol à ski 2018, il gagne sa première médaille avec celle d'argent sur la compétition par équipes. Il n'est pas sélectionné pour les Jeux olympiques, étant en retrait en Coupe du monde (33e au classement général)
Le 16 mars 2019, Anze Semenic, Timi Zajc, Peter et Domen Prevc offrent à la Slovénie la victoire en Norvège lors du concours de vol à ski par équipes de Vikersund, devançant l'Allemagne et l'Autriche. À la suite de cette victoire, Domen Prevc s'impose à nouveau lors du concours individuel de Vikersund .
Domen Prevc bat le record du monde de vol à skis, le 30 mars 2025, sur le tremplin de Planica. Il a signé une marque de 254,5 mètres, soit un mètre de mieux que la marque établie en 2017 par l'Autrichien Stefan Kraft.

## Palmarès

### Championnats du monde
| Épreuve / Édition  | Lahti 2017 | Oberstdorf 2021 | Planica 2023 | Trondheim 2025 |
| Petit tremplin     | 34e        | -               | -            | 18e            |
| Grand tremplin     | -          | -               | 21e          | Or             |
| Par équipes        | -          | 5e              | -            | Or             |
| Par équipes mixtes | -          | -               | -            | Argent         |

### Championnats du monde de vol à ski
| Épreuve / Édition | Oberstdorf 2018 | Planica 2020 | Vikersund 2022 | Kulm 2024 |
| Individuel        | 21e             | 21e          | 6e             | 14e       |
| Par équipes       | Argent          | 4e           | Or             | Or        |

### Coupe du monde
- Meilleur classement général : 6e en 2017.
- 1 petit globe de cristal :
  - Vainqueur du classement de Vol à ski 2025.
- 20 podiums individuels, dont 9 victoires.
- 15 podiums par équipes, dont 2 victoires.
- 1 podium en Super Team : 1 victoire.

#### Différents classements en Coupe du monde
| Année     | Classement général final |
| 2015-2016 | 14e                      |
| 2016-2017 | 6e                       |
| 2017-2018 | 33e                      |
| 2018-2019 | 13e                      |
| 2019-2020 | 19e                      |
| 2020-2021 | 22e                      |
| 2021-2022 | 44e                      |
| 2022-2023 | 18e                      |
| 2023-2024 | 13e                      |
| 2024-2025 | 10e                      |

#### Victoires
| Année     | Lieu                                                                                    |
| 2016-2017 | Ruka (Finlande) Klingenthal (Allemagne) Lillehammer (Norvège) Engelberg (Suisse)        |
| 2018-2019 | Vikersund (Norvège)                                                                     |
| 2023-2024 | Sapporo (Japon)                                                                         |
| 2024-2025 | Oberstdorf au Tremplin Heini Klopfer (Allemagne) Vikersund (Norvège) Planica (Slovénie) |

### Championnats du monde junior
- Médaille d'argent en individuel en 2016.

### Coupe continentale
- 3 victoires.

### Festival olympique de la jeunesse européenne
- Médaille d'or au concours par équipes en 2015.
- Médaille d'argent au concours individuel en 2015.